# Paul Evans (Leichtathlet)
Paul Evans (* 13. April 1961 in Glasgow) ist ein ehemaliger englischer Langstreckenläufer.
Er wurde zweimal englischer Meister im 10.000-Meter-Lauf (1993 und 1999). Bei den Olympischen Spielen 1992 belegte Evans über 10.000 Meter den elften Platz. Vier Jahre später in Atlanta gab er im Finale auf.
1992 wurde er Fünfter beim London-Marathon. 1995 belegte er ebendort denselben Platz und wurde Zweiter beim New-York-City-Marathon. 1996 wurde er Dritter beim London-Marathon, und im selben Jahr gelang ihm sein größter Erfolg, als er den Chicago-Marathon in 2:08:52 gewann. Damit ist er bis heute (Stand: Dezember 2007) der viertschnellste britische Läufer über die Marathondistanz.
2001 stellte er beim Great North Run mit 1:03:15 einen Europarekord für die Altersklasse M40 auf.